# Argonnenbahn
| Truppentransport mit der dampfbetriebenen Argonnenbahn Handbetriebene Förderbahn im Argonnenwald |                     |                                       |                                       |
| Trasse der Argonenbahn (rot) und der Förderbahn (blau) Förderbahn, vermutlich Ende 1915 |                     |                                       |                                       |
| Spurweite: | 600 mm (Schmalspur) |                                       |                                       |
| |                     |                                       |                                       |
| Streckenverlauf, 6. Februar 1916\| \| \| Kleinbahnhof Marcq \| \| \| \| \| \| \| \| \| \| Pionier Hauptpark \| \| \| \| \| Cornay \| \| \| \| \| Chatel \| \| \| \| \| Pionierpark 33. Infanterie-Division \| \| \| \| \| \| \| \| \| \| Klein Zwickau Reparaturwerkstätte \| \| \| \| \| \| \| \| \| \| Pionier Sprengpark \| \| \| \| \| Beuthen \| \| \| \| \| \| \| \| \| \| Kleinbahnhof Apremont \| \| \| \| \| nach Cheppy \| \| \| \| \| nach Varennes-en-Argonne \| \| \| \| \| Mudrahöhe Endstation für Dampfbetrieb \| \| \| \| \| Montblainville \| \| \| \| \| Sachsenheim \| \| \| \| \| Rixdorf \| \| \| \| \| \| \| \| \| \| Greif \| \| \| \| \| Wilmersdorf \| \| \| \| \| Esebecks-Platz \| \| \| \| \| Zwischen Pionierpark Heinemann-Eck \| \| \| \| \| Mila \| \| \| \| \| Römerstraße \| \| \| \| \| St. Hubert \| \| \| \| \| Bagatelle \| \| \| \| \| Nolte Pavillon \| \| \| \| \| \| \| \| \| \| Drei Tannen \| \| \| \| \| Küchental \| \| |                     |                                       |                                       |
| Kopfbahnhof Streckenanfang (Strecke außer Betrieb) |                     | Kleinbahnhof Marcq                    | Kleinbahnhof Marcq                    |
| Abzweig geradeaus und nach rechts (Strecke außer Betrieb) |                     |                                       |                                       |
| Strecke (außer Betrieb) |                     | Pionier Hauptpark                     | Pionier Hauptpark                     |
| Strecke (außer Betrieb) |                     | Cornay                                | Cornay                                |
| Strecke (außer Betrieb) |                     | Chatel                                | Chatel                                |
| Haltepunkt / Haltestelle (Strecke außer Betrieb) |                     | Pionierpark 33. Infanterie-Division   | Pionierpark 33. Infanterie-Division   |
| Abzweig geradeaus und nach rechts (Strecke außer Betrieb) |                     |                                       |                                       |
| Bahnhof (Strecke außer Betrieb) |                     | Klein Zwickau Reparaturwerkstätte     | Klein Zwickau Reparaturwerkstätte     |
| Strecke von links (außer Betrieb) · Strecke quer (außer Betrieb) · Abzweig geradeaus und nach rechts (Strecke außer Betrieb) |                     |                                       |                                       |
| Strecke (außer Betrieb) · Strecke (außer Betrieb) |                     | Pionier Sprengpark                    | Pionier Sprengpark                    |
| Bahnhof (Strecke außer Betrieb) · Strecke (außer Betrieb) |                     | Beuthen                               | Beuthen                               |
| Strecke (außer Betrieb) · Strecke von links (außer Betrieb) · Abzweig geradeaus und von rechts (Strecke außer Betrieb) |                     |                                       |                                       |
| Strecke (außer Betrieb) · Strecke (außer Betrieb) · Bahnhof (Strecke außer Betrieb) |                     | Kleinbahnhof Apremont                 | Kleinbahnhof Apremont                 |
| Strecke (außer Betrieb) · Strecke (außer Betrieb) · Abzweig geradeaus und nach links (Strecke außer Betrieb) |                     | nach Cheppy                           | nach Cheppy                           |
| Strecke (außer Betrieb) · Strecke (außer Betrieb) · Strecke nach links (außer Betrieb) |                     | nach Varennes-en-Argonne              | nach Varennes-en-Argonne              |
| Bahnhof (Strecke außer Betrieb) · Strecke (außer Betrieb) |                     | Mudrahöhe Endstation für Dampfbetrieb | Mudrahöhe Endstation für Dampfbetrieb |
| Strecke (außer Betrieb) · Haltepunkt / Haltestelle (Strecke außer Betrieb) |                     | Montblainville                        | Montblainville                        |
| Bahnhof (Strecke außer Betrieb) · Strecke (außer Betrieb) |                     | Sachsenheim                           | Sachsenheim                           |
| Strecke (außer Betrieb) · Haltepunkt / Haltestelle (Strecke außer Betrieb) |                     | Rixdorf                               | Rixdorf                               |
| Strecke (außer Betrieb) · Abzweig quer, nach links und von rechts (Strecke außer Betrieb) |                     |                                       |                                       |
| Bahnhof (Strecke außer Betrieb) · Strecke (außer Betrieb) |                     | Greif                                 | Greif                                 |
| Strecke (außer Betrieb) · Haltepunkt / Haltestelle (Strecke außer Betrieb) |                     | Wilmersdorf                           | Wilmersdorf                           |
| Strecke (außer Betrieb) · Bahnhof (Strecke außer Betrieb) |                     | Esebecks-Platz                        | Esebecks-Platz                        |
| Abzweig geradeaus und nach links (Strecke außer Betrieb) · Abzweig geradeaus, nach links und nach rechts (Strecke außer Betrieb) · Strecke von rechts (außer Betrieb) |                     | Zwischen Pionierpark Heinemann-Eck    | Zwischen Pionierpark Heinemann-Eck    |
| Haltepunkt / Haltestelle (Strecke außer Betrieb) · Strecke (außer Betrieb) · Strecke (außer Betrieb) |                     | Mila                                  | Mila                                  |
| Abzweig geradeaus und nach rechts (Strecke außer Betrieb) · Strecke (außer Betrieb) · Haltepunkt / Haltestelle (Strecke außer Betrieb) |                     | Römerstraße                           | Römerstraße                           |
| Strecke (außer Betrieb) · Haltepunkt / Haltestelle Streckenende (Strecke außer Betrieb) · Strecke (außer Betrieb) |                     | St. Hubert                            | St. Hubert                            |
| Haltepunkt / Haltestelle Streckenende (Strecke außer Betrieb) · Strecke (außer Betrieb) |                     | Bagatelle                             | Bagatelle                             |
| Abzweig quer und von links (Strecke außer Betrieb) · Abzweig geradeaus und nach rechts (Strecke außer Betrieb) |                     | Nolte Pavillon                        | Nolte Pavillon                        |
| Strecke von links (außer Betrieb) · Abzweig geradeaus und nach rechts (Strecke außer Betrieb) |                     |                                       |                                       |
| Strecke (außer Betrieb) |                     | Drei Tannen                           | Drei Tannen                           |
| |                     | Küchental                             |                                       |

Die Argonnenbahn war eine während des Ersten Weltkriegs vom Deutschen Heer verlegte und betriebene Feldbahn in den Argonnen in Frankreich mit einer Spurweite von 600 mm.

## Geschichte

### Argonnenbahn
Die Pioniere des deutschen Heers bauten die Argonnenbahn als eine mit Dampf- und Benzollokomotiven betriebene Feldbahn für den Truppentransport und um die Front mit Baumaterial, Waffen, Munition und Nachschub zu versorgen. In der Gegenrichtung wurde sie genutzt, um Verwundete von der Toter-Mann-Mühle bis ins Feldlazarett 5 in Senuc zu befördern, und zwar auf Wagen, die nach der Kriegs-Sanitätsordnung zum Verwundetentransport hergerichtet waren.

### Förderbahn
Verletzte wurden auf den Wagen der von den Pionieren verlegten Förderbahn, die mit Pferden gezogen oder von Krankenträgern der Sanitätskompanie geschoben wurden, von den Truppenverbandplätzen an den Bataillons-Sanitätsunterständen zur Endhaltestelle der Argonnenbahn bei der Toter-Mann-Mühle transportiert. Dafür gab es 20 Rollwagen, die jeweils mit einem Eisengestell zum Aufhängen von je 2 Krankentragen an Spiralfedern ausgerüstet waren.

## Streckenverlauf
Die Argonnenbahn war ein Netzwerk von durch Förderbahnen miteinander verbundenen Feldbahnen der folgenden Klassen in verschiedenen Ausbaustufen:
- Kleinbahn
  - für Dampfloks
  - für Motorloks/Benzolloks
- Förderbahn für Pferde- und Handbetrieb[3][4][5]

Die Bahnhöfe der Argonnenbahn trugen leicht auszusprechende Decknamen. Sie waren meist nach Ortschaften in Sachsen und Westpreußen sowie den Offizieren Bruno von Mudra und Rudolf von Borries benannt.
Die westliche Stammstrecke führte von Klein-Zwickau (Kleinbahnhof Senuc) über die Hindenburg-Mühle (Lançon), das Charlepaux-Lager und den Bahnhof Tafelland (Binarville) zum Bahnhof Toter-Mann und von dort weiter nach Süden.
Die auch Mudrabahn genannte östliche Stammstrecke verlief vom Bahnhof Apremont über den Bahnhof Beuthen zum Bahnhof Mudrahöhe, wo sie sich verzweigte. Eine Zweigstrecke führte nach Norden über das Lager Borrieswalde zum Lager Waldfriede bei Chatel, die andere Zweigstrecke führte nach Süden zum Lager Sachsenhain und zur Front.